# 純電気ブレーキ
純電気ブレーキ（じゅんでんきブレーキ）とは、従来の電気ブレーキと空気ブレーキなどの摩擦ブレーキの併用とは異なり、制動開始から停止までを電気ブレーキのみで行うブレーキのこと。
「純電気ブレーキ」は三菱電機の商品名（ただし商標登録はされていない）であり、日立製作所では全電気ブレーキ、東芝ではオール電気ブレーキと呼ばれる。東洋電機製造や富士電機等それ以外のメーカーにおいても呼称はないものの類する機能もしくは技術の採用はある。
この項目では、鉄道車両に用いられる純電気ブレーキ・全電気ブレーキについて述べる。

## 概要
三相誘導電動機とインバータ制御が鉄道車両に採用されたことにより、直流電動機とサイリスタチョッパ制御の組み合わせに比べ、低速まで安定した制御をすることが可能になり、回生ブレーキの使用可能な速度域が広がった。しかし起電力の問題から回生ブレーキのみで停車状態を維持することはできない（回生失効）ため、この純電気ブレーキ方式が開発された。
方式としては、回生失効する速度域において、主電動機のすべり周波数を維持して磁界を逆回転させてトルクを生じさせる方式と、停止寸前ではすべり周波数を0に収束させる方式の2種類が存在する。
各メーカでは鳴り物入りで導入を促進しており、純電気ブレーキは制動開始から停止まで摩擦ブレーキをほとんど使用しなくても済むと誤解されがちであるが、現実的には低速でのブレーキでは回生ブレーキの能力が足りなかったり、高速域でのブレーキでは架線電圧上昇防止など路線条件の問題や、搭載されているモーター能力の限界を超えてしまわないように摩擦ブレーキを併用していること、停車中の車輪の転動防止には摩擦ブレーキが必要なことと、列車には最低2系統のブレーキを装備することが省令上定められていることから、電車から摩擦ブレーキを排除することは不可能で、車両価格の大幅な低下には至っていない。保守面でブレーキシューの交換周期が伸びて経費の節減が図れる程度である。
通常、ブレーキ演算を司るプログラムを変更したソフトウェアを搭載した基板に交換して（もしくは装置の基盤内のソフトウェアもしくはプログラムを書き換え）調整するだけで純電気ブレーキが使用可能になるため、製造当初は純電気ブレーキが使用できなかった車両でもこの改造で利用可能になる。例としては新京成電鉄8800形電車・小田急1000形電車・東京都交通局6300形電車・東武30000系電車などがあり、JR西日本207系電車の0・1000番台体質改善車のように、制御装置自体の交換を実施した際に純電気ブレーキ対応になったものも存在する。なお、前2者は改造時に論理制御部も更新し、すべり周波数制御からベクトル制御に変更されている。
新京成電鉄8900形電車のようにすべり周波数制御のまま純電気ブレーキ化した車両もあり、ベクトル制御化改造は必須ではない。ただし、同形式の場合停止寸前に細かい衝動が発生している。後に制御装置そのものの換装により衝動は解消している。
停止寸前の制御では三菱や東芝などの逆相モード制御と日立の直流印加（直流励磁）モードとそれぞれ方式が違う。そのため、日立製のものは停止寸前に「ブーン」や「プーン」という発振音がする。(非同期モードと兼用のため、非同期モードの周波数になる。)なお発振音の周波数は、200Hzがほとんどである。また、2013年以降では、ショック改善のため、非同期モードの周波数が急激に下がる逆相モードのタイプも登場した。

## 主な利点
- 摩擦ブレーキ併用と比較して回生ブレーキ使用速度域が広いため、電力回生効率が高い。
- 摩擦ブレーキ切り替え時の衝動を軽減し、乗り心地を改善出来る。
- 摩擦ブレーキ部品の磨耗が非常に少ないため、部品交換費用が削減できる。
- 高度な再粘着制御で滑走が発生しにくい。